# Região Geográfica Imediata de Oriximiná
A Região Geográfica Imediata de Oriximiná é uma das 21 regiões imediatas do estado brasileiro do Pará, uma das 3 regiões imediatas que compõem a Região Geográfica Intermediária de Santarém e, uma das 509 regiões imediatas no Brasil, criadas em 2017 pelo Instituto Brasileiro de Geografia e Estatística (IBGE). Sendo composta por 6 municípios.

## Municípios
Esta região geográfica abrange 6 municípios:
| Região geográfica imediata     | Municípios                                     | População Estimativa 2018 | Área (km²)  |
| ------------------------------ | ---------------------------------------------- | ------------------------- | ----------- |
| Região Geográfica de Oriximiná | Curuá Faro Juruti Óbidos Oriximiná Terra Santa | 221 167                   | 159 027,876 |